# Sedum trichromum
Sedum trichromum är en fetbladsväxtart som beskrevs av Robert Theodore Clausen. Sedum trichromum ingår i Fetknoppssläktet som ingår i familjen fetbladsväxter. Inga underarter finns listade i Catalogue of Life.